# الکسی اسپریدونوف
الکسی اسپریدونوف (انگلیسی: Alekseï Spiridonov زاده ۲۶ ژوئن ۱۹۸۸) بازیکن والیبال اهل روسیه؛ عضو تیم ملی والیبال روسیه و باشگاه گراد است.